# エンゾ・クリヴェリ
エンゾ・クリヴェリ（Enzo Crivelli，1995年2月6日 - ）は、フランス・ルーアン出身のサッカー選手。ポジションはディフェンダー。セルヴェットFC所属。

## 経歴
2012年にFCジロンダン・ボルドーの下部組織に入団する。2014年1月26日のASサンテティエンヌ戦でリーグ・アンデビュー。
2016年8月3日、SCバスティアに期限付き移籍。
2017年6月27日、アンジェSCOと4年契約を結んだ。
2018年6月9日、SMカーンに300万ユーロで完全移籍した。
2019年7月27日、イスタンブール・バシャクシェヒルFKに移籍した。